# Третий дивизион шотландской Футбольной лиги 2012/2013
Третий дивизион шотландской Футбольной лиги 2012/2013 годов — 18-й сезон третьего дивизиона шотландской Футбольной лиги в формате участия в нём 10 команд.
С момента старта в Третьем дивизионе, посещаемость матчей Рейнджерс была одной из самых высоких в Великобритании и самой высокой в Шотландии. Они установили рекорд по самой высокой посещаемости в 4-й лиге во всем мире.

## Регламент
Команды играют в 4 круга, победитель выходит во второй дивизион, команды, занявшие места с 2 по 4 играют плей-офф с 9-м клубом второго дивизиона. Выбывания в этом турнире нет.

## Клубы-участники
| Клуб             | Город           | Стадион      | Вместимость |
| ---------------- | --------------- | ------------ | ----------- |
| Берик Рейнджерс  | Берик-апон-Туид | Шефилд Парк  | 4 131       |
| Ист Стерлингшир  | Фолкерк         | Очилвью Парк | 3 776       |
| Клайд            | Камбернолд      | Броудвуд     | 8 029       |
| Куинз Парк       | Глазго          | Хэмпден Парк | 52 063      |
| Монтроз          | Монтроз         | Линкс Парк   | 5 000       |
| Питерхед         | Питерхед        | Балмур       | 4 000       |
| Рейнджерс        | Глазго          | Айброкс      | 50 987      |
| Стерлинг Альбион | Стерлинг        | Фортбанк     | 3 808       |
| Элгин Сити       | Элгин           | Боро Бриггс  | 4 520       |
| Эннан Атлетик    | Эннан           | Галабанк     | 3 000       |

## Турнирная таблица
| М  | Команда          | И  | В  | Н  | П  | Мячи    | ±   | О  | Примечания                                                       |
| -- | ---------------- | -- | -- | -- | -- | ------- | --- | -- | ---------------------------------------------------------------- |
| 1  | Рейнджерс        | 36 | 25 | 8  | 3  | 87 − 29 | +58 | 83 | Выход во Второй дивизион шотландской Футбольной лиги             |
| 2  | Питерхед         | 36 | 17 | 8  | 11 | 52 − 28 | +24 | 59 | Плей-офф за выход во Второй дивизион шотландской Футбольной лиги |
| 3  | Куинз Парк       | 36 | 16 | 8  | 12 | 60 − 54 | +6  | 56 | Плей-офф за выход во Второй дивизион шотландской Футбольной лиги |
| 4  | Бервик Рейнджерс | 36 | 14 | 7  | 15 | 59 − 55 | +4  | 49 | Плей-офф за выход во Второй дивизион шотландской Футбольной лиги |
| 5  | Элгин Сити       | 36 | 13 | 10 | 13 | 67 − 69 | −2  | 49 |                                                                  |
| 6  | Монтроз          | 36 | 12 | 11 | 13 | 60 − 68 | −8  | 47 |                                                                  |
| 7  | Стерлинг Альбион | 36 | 12 | 9  | 15 | 59 − 58 | +1  | 45 |                                                                  |
| 8  | Эннан Атлетик    | 36 | 11 | 10 | 15 | 54 − 65 | −11 | 43 |                                                                  |
| 9  | Клайд            | 36 | 12 | 4  | 20 | 42 − 66 | −24 | 40 |                                                                  |
| 10 | Ист Стерлингшир  | 36 | 8  | 5  | 23 | 49 − 97 | −48 | 29 |                                                                  |

И — игры, В — выигрыши, Н — ничьи, П — проигрыши, Мячи — забитые и пропущенные голы, ± — разница голов, О — очки

## Плей-офф за выход во Второй дивизион
Четвёртая команда Третьего дивизиона Бервик Рейнджерс сыграет с девятой командой Второго дивизиона Ист Файф, а третья команда Третьего дивизиона Куинз Парк сыграет со второй командой Третьего дивизиона Питерхед. Победители пар сыграют в финале за право выхода во Второй дивизион шотландской Футбольной лиги.
| Команда 1        | Итог | Команда 2 | 1-й матч | 2-й матч |
| ---------------- | ---- | --------- | -------- | -------- |
| Бервик Рейнджерс | 2–3  | Ист Файф  | 1–1      | 1–2      |
| Куинз Парк       | 1–4  | Питерхед  | 0–1      | 1–3      |

В финал вышли Ист Файф и Питерхед.
| Команда 1 | Итог | Команда 2 | 1-й матч | 2-й матч |
| --------- | ---- | --------- | -------- | -------- |
| Ист Файф  | 1–0  | Питерхед  | 0–0      | 1–0      |

Ист Файф победил в финале и продолжит своё выступление во Втором дивизионе шотландской Футбольной лиги в сезоне 2013-14.